# Спартак-Арктикбанк
«Спартак» — российский футбольный клуб из Архангельска. Единственный сезон провёл в 1993 году, выступая в 5-й зоне второй лиги под названием «Спартак-Арктикбанк». Домашние матчи клуб проводил на стадионе «Динамо». По итогам сезона «Спартак-Арктикбанк» занял 15-е место в своей зоне, набрав 12 очков в 30 играх. Незадолго до начала сезона-1994 в 4-й зоне третьей лиги «Спартак» снялся с первенства, также не принял участия в матче 1/256 финала Кубка России сезона 1994/1995 с футбольным клубом «Гатчина».